# Tu malatia
Tu malatia è un singolo di Enzo Di Domenico, pubblicato nel 1982 dall'etichetta Arpa Record.